# Kaspersky (entreprise)
Pour les articles homonymes, voir Kaspersky.
Kaspersky, en russe Лаборатория Касперского, Laboratoriya Kasperskogo, est une société privée multinationale spécialisée dans la sécurité des systèmes d'information proposant des antivirus, anti-spyware, anti-spam ainsi que d'autres outils de sécurité. Elle a été fondée le 26 juin 1997 par Eugène Kaspersky et Natalya Kasperskaya. Eugène Kaspersky est l’actuel PDG du groupe dont le siège est situé à Moscou, Russie.
En 2016, les logiciels Kaspersky étaient utilisés par environ 400 millions de personnes et 270 000 entreprises, ce qui place Kaspersky parmi les premiers éditeurs de logiciels de protection des systèmes d’information en Europe.
Kaspersky est notamment réputé pour son équipe de chercheurs, le GReAT (Global Research & Analysis Team), à l’origine de la découverte d’attaques sophistiquées parmi les plus complexes de ces dernières années telles que NotPetya, mais aussi pour ses enquêtes annuelles sur les risques informatiques mondiaux.
Les États-Unis accusent l'entreprise d'avoir des liens avec les services de renseignement russes. En 2024, le gouvernement américain interdit l'utilisation du logiciel anti-virus sur son territoire, conduisant Kaspersky à quitter le pays.

## Historique

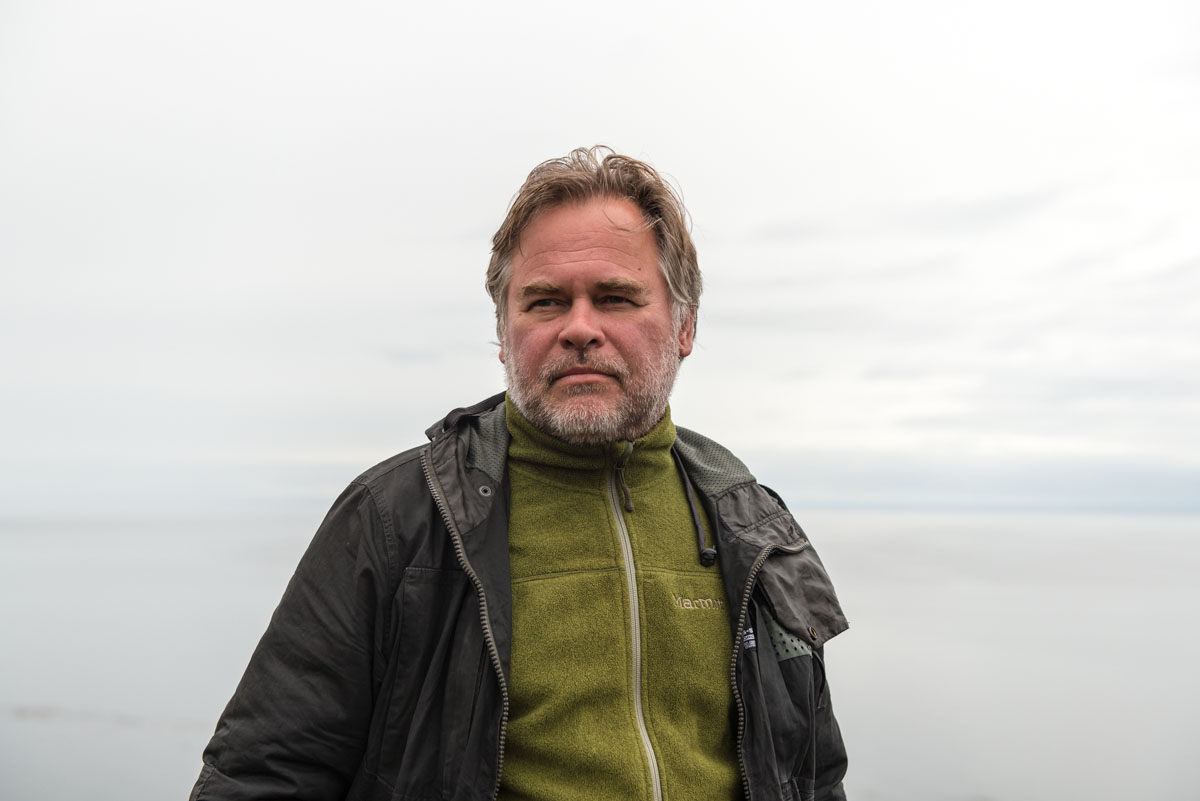
Eugene Kaspersky, créateur du logiciel anti-virus Kaspersky

En avril 1989, Eugène Kaspersky découvre le virus Cascade.1704 sur son ordinateur et crée un outil permettant d’éliminer le virus, c’est la naissance du premier anti-virus Kaspersky. Distribuées à quelques proches, les premières versions du logiciel n’étaient alors efficaces que contre une quarantaine de virus. Au KAMI Information Technologies Center, Eugène Kaspersky, aidé de quelques collaborateurs, continue de développer le logiciel avant de le commercialiser en 1992 sous le nom « AntiViral Toolkit Pro (AVP) ». Ce dernier gagne en popularité lors du concours d’analyse organisé par l’Université de Hambourg et au cours duquel le logiciel obtient la première place.
En 1997, Eugène Kaspersky, Natalya Kasperskaya et Alexey De-Monderik ont quitté KAMI pour créer Kaspersky et ainsi continuer le développement de logiciels anti-virus entamé avec AVP.
En 1998 a lieu l’épidémie du virus Tchernobyl (CIH). Créé par un étudiant taïwanais, le virus est capable de détruire le BIOS de certains ordinateurs. Pendant longtemps, Kaspersky est le seul antivirus qui peut résister à l’infection. La demande, en augmentation, amène l’entreprise à signer des accords stratégiques avec plusieurs entreprises d’antivirus localisées au Japon, en Finlande ou en Allemagne afin que leurs logiciels intègrent la technologie Kaspersky.
En juin 1999, l’entreprise établit à Londres son premier bureau à l’étranger. Elle connaît par la suite une expansion internationale et dispose désormais de bureaux au Japon, en Allemagne, en France, en Espagne, en Italie, en Chine ou encore aux États-Unis.
Le 16 février 2015, Povel Torudd devient le premier employé de Kaspersky à se faire implanter une biopuce dans la main afin de comprendre les avantages et les menaces que représente l’amélioration humaine pour l’humanité
En juillet 2016, Interpol, la police néerlandaise et Kaspersky lancent l'initiative conjointe intitulée « No More Ransom ».
Le 12 juillet 2017, l'administration des services généraux du gouvernement américain retire l'entreprise de la liste des fournisseurs approuvés pour la fourniture de services dans le domaine du traitement de l'information et d'équipements photographique numérique. En juin, le comité des forces armées du Sénat avait voté une motion interdisant l'utilisation des produits de Kaspersky à des fins militaires. Ces mesures interviennent dans le cadre de « soupçons de liens trop proches avec des agences d'espionnage russes accusées de cyberattaques contre les États-Unis ». Kaspersky et la Russie démentent ces accusations. Kaspersky propose par ailleurs de transmettre le code source de ses logiciels au Sénat, pour prouver qu'il n'y a pas, notamment, de portes dérobées.
Kaspersky a répondu à cette polémique en lançant en octobre 2017 la Global Transparency Initiative, dans laquelle l’entreprise propose aux experts indépendants d’auditer le code source de ses solutions, ses processus internes et ses opérations commerciales. Dans le cadre de cette initiative, Kaspersky permettra à des tiers de confiance, sous condition, d’accéder au code source de ses logiciels à des fins d’examen et d’évaluation indépendants. Trois centres de transparence doivent être créés à cet effet en Europe, en Asie, et en Amérique du Nord d’ici 2020.
La prime aux « bug bounty », qui récompense la découverte de failles dans les programmes Kaspersky, a par ailleurs été relevée. Elle peut désormais atteindre 100 000 $ pour les vulnérabilités les plus sévères, afin d’inciter davantage les chercheurs indépendants en sécurité à compléter les efforts de détection et d’atténuation des vulnérabilités.
En mars 2022, à la suite de l'invasion de l'Ukraine par la Russie en 2022, la Federal Communications Commission (FCC) annonce mettre Kaspersky sur sa liste noire.
Le 20 juin 2024, les États-Unis interdisent sur leur territoire ainsi qu'aux ressortissants américains vivant à l'étranger d'utiliser le logiciel antivirus Kaspersky, lui reprochant de ne pas être indépendant des autorités du Kremlin. L'entreprise conteste toute proximité volontaire ou contrainte avec les autorités russes et dénonce cette décision, précisant que l'ensemble des données de ses clients occidentaux est stocké et traité en Suisse. À la suite de cette décision, Kaspersky a décidé de réduire ses activités aux États-Unis et de licencier ses salariés dans le pays.
Depuis 2018, Kaspersky a ouvert 7 centres de transparence en Espagne, en Malaisie, au Brésil, et dans d'autres pays.

## Produits et services

### Produits grand public
Kaspersky Anti-Virus (KAV) (anciennement AntiViral Toolkit Pro ou AVP) est un antivirus créé par Kaspersky. Cette dernière met aussi à disposition sur son site un système de recherche de virus en ligne.
Kaspersky Internet Security ou KIS est une suite de sécurité développée par la société russe Kaspersky compatible avec Windows. KIS propose la détection et la suppression des logiciels malveillants, du spam, et bloque les tentatives hameçonnage, les détournements de données et l’accès non autorisées à la webcam.
Kaspersky Security for Business propose des solutions de sécurité pour le réseau informatique des entreprises. Outre la sécurité des ordinateurs de bureau, ordinateurs portables, serveurs de fichiers, avec des outils de chiffrement des données, de contrôle des terminaux et de sécurité mobile, le logiciel a pour but de protéger les serveurs de messagerie, les serveurs collaboratifs et le trafic circulant à travers les passerelles Web.
Depuis 2023, Kaspersky adopte un modèle d'abonnement avec, dans sa nouvelle suite de produits, Kaspersky Basic, Kaspersky Plus et Kaspersky Premium succédant à leurs prédécesseurs Kaspersky Anti-Virus, Internet Security, et Total Security.
| Kaspersky Standard          | Une protection contre les virus et autres malwares, ainsi qu'une optimisation (accélération) pour les ordinateurs. Cette version est disponible sur Windows, MacOS, Android et iOS, ainsi qu’une version pour Linux lancée en 2025. |
| Kaspersky Plus              | Inclut toutes les fonctionnalités Standard ainsi que la détection de fuites de données et un gestionnaire de mots de passe. |
| Kaspersky Premium           | Inclut toutes les fonctionnalités Plus ainsi qu'un scan de protection pour smart home, un stockage de données crypté et une assistance technique pour résoudre des problèmes informatiques.                                         |
| Kaspersky Password Manager  | Un logiciel de gestion de mots de passe. Disponible pour Windows, MacOS, Android et iOS. |
| Kaspersky Secure Connection | Un logiciel qui protège les connexions internet (VPN). |
| Kaspersky Safe Kids         | Un logciciel de contrôle parental contre des sites et applications indésirables, le temps excessif devant les écrans et pour aider à la prévention anti-harcèlement                                                                 |

### Produits et services pour entreprise
Actuellement, l'offre de solutions d'entrprise Kaspersky s'étend aux produits suivants :
- Kaspersky NEXT EDR Optimum
- Kaspersky NEXT XDR
- Kaspersky SIEM
- Kaspersky SD-WAN
- Kaspersky Hybrid Cloud Security

#### Kaspersky Next XDR Expert
Kaspersky Next XDR Expert est une solution de cybersécurité complète pour les entreprises, offrant une détection améliorée des menaces, une réponse automatisée et une visibilité en temps réel sur les terminaux, les réseaux et les environnements cloud. Elle comprend des analyses avancées pour contrer les attaques provenant d'APT, plus de 200 intégrations préconfigurées et des opérations de sécurité automatisées à l'aide de playbooks, le tout administré depuis une plateforme de gestion unique et ouverte. Il existe également une option de déploiement sur site dans des infrastructures isolées. Le cadre de microservices facilite l'éxtensibilité de la solution,.

#### Kaspersky Next EDR Optimum
Kaspersky Next EDR Optimum est une solution de détection et de réponse au niveau des terminaux pour moyennes entreprises, combinant la protection des terminaux, des fonctionnalités anti-ransomware, la sécurité du réseau et la sécurité du cloud, y compris la protection d'Office 365. Ses capacités EDR pour lutter contre les cybermenaces complexes comprennent la visualisation des attaques, la réponse automatisée et l'analyse inter-hôte des traces d'attaques.

#### KasperskyOS
En 2017, Kaspersky dévoile son système d'exploitation sécurisé KasperskyOS, et en 2021, Kaspersky IoT Secure Gateway 100 pour l'Internet des objets (IoT), basé sur ce dernier, est présenté. Parmi d'autres solutions cloud, Kaspersky Hybrid Cloud Security protège les infrastructures cloud et Kaspersky SD-WAN assure la sécurité des réseaux d'entreprise. 

#### Solutions intégrées
Le moteur Kaspersky fonctionne dans des produits ou solutions de différentes entreprises telles que Blue Coat, Check Point, Juniper Networks, Microsoft Forefront, et d'autres,,. Au total, plus de 150 entreprises utilisent des technologies sous licence Kaspersky dans leurs programmes. Kaspersky Lab a également de nombreux partenariats avec différentes entreprises technologiques. 

#### Services pour entreprise
Kaspersky propose également des offres de services en cybersécurité : Managed Detection and Response, Incident Response, Security Assessment, et d'autres,. De plus, Kaspersky met à disposition des informations sur les cybermenaces sur son portail Open Threat Intelligence. 

## Finances
| Année | Chiffre d'affaires en millions US$ | Évolution année précédente |
| ----- | ---------------------------------- | -------------------------- |
| 2012  | 628                                | +3 %                       |
| 2013  | 667                                | +6 %                       |
| 2014  | 711                                | +6,6 %                     |
| 2015  | 619                                | -13 %                      |
| 2016  | 644                                | +4 %                       |
| 2017  | 698                                | +8 %                       |
| 2018  | 726                                | +4 %                       |
| 2019  | 685                                | -6 %                       |
| 2020  | 703,9                              | +3 %                       |
| 2021  | 752,3                              | +6,8 %                     |
| 2022  | 752,5                              | +0,03 %                    |
| 2023  | 721                                | -4,1 %                     |
| 2024  | 822                                | +14 %                      |

## Tests, notations, distinctions
Kaspersky participe régulièrement à des tests indépendants menés par AV-TEST (The Independent IT-Security Institute, Allemagne). Kaspersky Internet Security a participé à 73 séries de tests entre 2013 et 2024, et dans 60 d'entre eux, il a obtenu la note maximale de 6 sur tous les points d'évaluation,. Kaspersky a rejoint la principale série de tests d'AV-Comparatives (Autriche) en 2004. Rien qu'en 2023, l'entreprise a reçu 5 prix d'AV-Comparatives, dont celui de produit de l'année 2023, 9 prix en 2022 et 21 prix en 2020. SE Labs (Royaume-Uni) attribue régulièrement la note « AAA » aux produits Kaspersky, qu'il s'agisse de solutions domestiques ou d'outils professionnels. Les méthodologies d'AV-Test, d'AV-Comparatives et de SE Labs sont certifiées par le consortium AMTSO (Anti-Malware Testing Standards Organization).
Les services de cybersécurité pour entreprises ont été distingués par Quadrant Knowledge Solutions : le rapport 2024 SPARK matrix place Kaspersky parmi les leaders des domaines du pilotage de services en cybersécurité, la forensique numérique, et de la réponse aux incidents.
En 2019 et 2024, Kaspersky obtient avec succès les audits indépendants Service Organization Control for Service Organizations (SOC 2) Type 1 et Type 2,.

## Implantation
En 2018, la société a 37 bureaux dans 32 pays, dont l'Allemagne, la France, les Pays-Bas, la Pologne, la Roumanie, la Suède, le Japon, la Chine, et la Corée du Sud. Elle emploie plus de 4 000 personnes dans le monde.

## Global Research & Analysis Team
Etabli en 2008, le GreAT (Global Research & Analysis Team) est l’équipe d’analyse et de recherche mondiale qui constitue le cœur de l’expertise de l’entreprise. Regroupant une quarantaine de chercheurs dans le monde, elle identifie les cyberattaques ciblées (Advanced Persistent Threat ou APT), les campagnes de cyberespionnage, les principaux programmes malveillants, les ransomwares et les tendances de la cybercriminalité au niveau mondial. En France, le GreAT dispose de deux personnes intervenant auprès des entreprises, universités et participant à la surveillance de la cybercriminalité et des groupes d’attaquants en France et dans le monde,.

### Cyberattaques découvertes
Principales cyberattaques ciblées (APT) découvertes par Kaspersky - Entre parenthèses l’année de détection des premières traces :
- En 2008 : Agent.BTZ (en) (2007)
- En 2009 : Saguaro (2009)
- En 2010 : Aurora (2009), Stuxnet (2007)
- En 2011 : Lurk (2011), Duqu (2008), Finspy FinFisher (2007), Hacking Team RCS (2008), Naikon Advanced Persistent Threat (2009)
- En 2012 : Wiper (2011), Regin (2003), Madi (2011), Shamoon (en) (2012), Winnti Double Dragon (en) (2009), Gauss (2011), Sabpub (2012), Flame (2007), Miniflame (2010),
- En 2013 : BlackEnergy (en), Machete (2010), Icefog (ru) (2011), MiniDuke Cozy Bear (2008), Cosmicduke (2012), The Mask Careto (en) (2007), Kimsuky (en) (2011), Teampsy (2013), Red October (en) (2007), Wild Neutron (2011), Adwind (2012)
- En 2014 : Penquin Turla (2010), Lamberts (2008), Carbanak (2013), Cloud Atlas (2014), Desert Falcons (2011), Crouching Yeti Berserk Bear (en) (2010), DarkHotel (en) (2007), Epic Turla (2012), NetTraveler (en) (2004), Animal farm (2007), Hellsing (2012), Blue termite (2013), Turla (en) (2007), Sofacy (2008)
- En 2015 : Satellite Turla (2007), Carbanak 2.0 (2015), Duqu 2.0 (2014), Cozyduke Cozy Bear (2014), PoSeidon (en) (2005)
- En 2016 : Blackoasis (2015), Whitebear (2016), Atmitch (2016), Ghoul (2015), Moonlight Maze (en) (1996), StrongPity (2016), Dropping Elephant (2016), Gcman (2015), Metel (2015), Project Sauron (2011), Lazarus (2009)
- En 2017 : Skygofree (2014), WannaCry (2017), NotPetya, (2017), Expetr (2017), Shadowpad (2017), Spring Dragon (2012), BlueNorOff (en) (2016), Shamoon 2.0 (2016), Stonedrill (2016)
- En 2018 : Slingshot (2012), Olympic Destroyer Olympic Destroyer (en) (2018), Shadowpad

#### Cadre de logiciels malveillants MATA
En 2020, Kaspersky publie ses recherches sur la campagne d’attaques avec le cadre de logiciels malveillants MATA, un outil de cyber-espionnage sophistiqué ciblant de multiples systèmes d’exploitation tels que Windows, macOS et Linux. Le malware, attribué au groupe Lazarus, est utilisé pour le vol de bases de données, la propagation de logiciels à rançon et l’installation de portes dérobées sur les systèmes infectés. Les fonctionnalités de MATA ont permis aux attaquants de mener une large palette d’activités malicieuses, notamment d’exfiltrer des données sensibles depuis des réseaux d’entreprises et de compromettre des systèmes financiers. La campagne a mis en lumière la menace inter-plateformes croissante représentée par des acteurs à financement étatique. En septembre 2022 et en octobre 2023, de nouveaux modèles de malwares liés à la suite MATA sont découverts,,,.

#### Attaque de chaîne logistique PyPI
En 2024, Kaspersky communique la découverte d'une attaque de chaine logistique ayant duré un an ciblant Python Package Index (PypI), un dépôt de logiciel fréquemment utilisé par les développeurs Python. Les attaquants mettent en ligne des paquets malicieux contenant JarkaStealer, un malware destiné à l’exfiltration d'informations sensibles depuis des systèmes infectés. Ces paquets, présentés comme des outils légitimes, trompent leurs victimes par des stratégies d’ingénierie sociale avec des chatbots d’intelligence artificielle (ChatGPT de OpenAI) proposant une assistance aux utilisateurs. Cette campagne a démontré la vulnérabilité des écosystèmes open-source et souligné l’importance d’une surveillance des dépendances dans la conception de logiciels,.

#### Malware NKAbuse
En 2023, Kaspersky fait connaître NKAbuse, un malware multiplateforme sophistiqué écrit dans le langage de programmation Go. Ce malware exploite la technologie blockchain pour son infrastructure de communication peer-to-peer, le rendant résistant aux attaques. NKAbuse fonctionne comme un floodeur (inondeur) et une porte dérobée, il permet aux attaquants de lancer des attaques par déni de service (DDoS) et d’obtenir un accès permanent aux systèmes infectés. La campagne a illustré l’utilisation croissante de blockchain dans la cybercriminalité et réaffirmé la nécessité de méthodes de détection avancées,,.

#### Triangulation
En 2023, Kaspersky annonce la découverte de Triangulation, une campagne de logiciels espions sophistiquée ciblant les appareils mobiles iOS. Le malware exploite de multiples vulnérabilités zero-day pour acquérir un contrôle intégral des appareils visés. À l’origine, Triangulation se propage par le biais de pièces-jointes infectées dans les applications de messagerie instantanée. Une fois installées, elles permettent aux attaquants d'accéder aux communications chiffrées, aux données de localisation GPS et aux données sensibles. Kaspersky attribue cette attaque à un groupe de type Advanced Persistent Threat (APT) mais se refuse à nommer un acteur précis, bien que des preuves aillent dans le sens d'une implication d'acteurs à financement étatique,,.

#### CloudSorcerer /EastWind
L’APT CloudSorcerer et sa campagne EastWind sont identifiés par Kaspersky en 2024. Le malware exploite des infrastructures cloud publiques pour des entreprises d’exfiltration de données et de surveillance à grande échelle. Les attaquants mènent des campagnes de phishing sophistiquées pour infiltrer des institutions et des organisations du secteur privé, visant en particulier des instituts de recherche et des infrastructures critiques. CloudSorcerer emploie des techniques de chiffrement innovantes pour dissimuler les flux de données rendant leur détection plus compliquée. Kaspersky attribue le malware à un groupe affilié à un État mais ne précise pas quel pays serait derrière ces attaques,.

#### DuneQuixote
En 2024, Kaspersky annonce la découverte de DuneQuixote, une campagne furtive de malware visant des propriétés intellectuelles dans les secteurs de la technologie et de l’énergie. Le malware utilise des exploits personnalisés et emploie des techniques sans fichier, agissant entièrement en mémoire pour échapper à la détection par des outils de sécurité traditionnels. Le vecteur d'attaque DuneQuixote contient des mises à jour programme infectées et des vulnérabilités de chaîne logistique. Kaspersky attribue l’opération à un groupe APT à importants financement et à portée mondiale, néanmoins, son origine précise demeure inconnue. Cette découverte met en lumière la complexité croissante des menaces ciblant des actifs de propriété intellectuelle à haute valeur.
SparkCat
En février 2025, un nouvel infostealer appelé SparkCat est découvert dans le iOS App Store. C'est le premier malware découvert dans l'App Store utilisant la technologie de reconnaissance optique des caractères.
Sur iOS et Android, l'infostealer trompe les utilisateurs en obtenant l'accès aux galeries d'image lorsque ceux-ci utilisent des fonctions d'assistant chat dans des applications infectées. Dès qu'il obtient l'autorisation, le malware utilise la technologie de reconnaissance des caractères Google afin d'analyser le texte d'images, en particulier des captures d'écran contenant des mots de passe ou des phrases de récupération de portefeuilles de cryptomonnaies. Les informations capturées sont transmises aux attaquants.
Le 10 Février 2025, Apple et Google suppriment environ 20 applications infectées de leurs magasins d'applications. Cependant, le malware demeure accessible à travers des magasins et des sites web non-officiels.

## Coopérations, partenariats et mécénat

### Partenariats gouvernementaux

#### No More Ransom
Initié en 2016 par la police néerlandaise, Europol, Kaspersky et Intel Security, le projet No More Ransom propose des outils anti-rançonnage permettant de déchiffrer gratuitement ses fichiers verrouillés à la suite d’une attaque. Conçu comme un centre de ressources en ligne, il offre aux internautes la possibilité de se renseigner sur le fonctionnement des ransomwares et des moyens de protection disponibles. Depuis sa création, la majeure partie des polices européennes a rejoint le projet.

#### Afripol
En 2024, l'entreprise s'associe avec AFRIPOL pour partager des renseignements en matière de menaces numériques et combattre la cybercriminalité sur le continent africain,.

#### Dispositif national français d’aide aux victimes de cybermalveillance
Kaspersky est partenaire du dispositif national d’aide aux victimes Cybermalveillance.gouv.fr.
Lancé par le gouvernement français en 2017, le programme Cybermalveillance.gouv.fr est aujourd’hui piloté par un Groupement d’Intérêt Public (GIP ACYMA), rassemblant des représentants de l’Etat, des utilisateurs (victimes), des prestataires et des éditeurs de solutions et de services. Il assume un rôle de sensibilisation, de prévention et de soutien en matière de sécurité du numérique auprès de la population française. S’adressant aux particuliers, aux entreprises et aux collectivités territoriales, il permet notamment la mise en relation de victimes de la cybercriminalité avec des prestataires de proximité, des campagnes de prévention et de sensibilisation et la création d’un observatoire du risque numérique pour anticiper le risque. En rejoignant le GIP, Kaspersky fait partie des premiers acteurs privés à apporter son savoir-faire à cette initiative.
Kaspersky France est également membre du think-tank Renaissance Numérique.

### Coopérations scientifiques et académiques

#### Securing Smart Cities
Lancée en 2015, l’initiative à but non lucratif « Securing Smart Cities » a pour objectif d’identifier les enjeux que soulèvent les smart cities en termes de cybersécurité et de proposer des solutions à ceux-ci à travers de nombreuses publications. En tant qu’experts internationalement reconnus, les chercheurs Kaspersky sont parmi les principaux rédacteurs de ces rapports.

#### Kaspersky Academy
La Kaspersky Academy propose des programmes de formation aux jeunes talents de la cybersécurité informatique : stages, webinars, rencontres avec des experts etc. Elle vise d'une part à initier enfants et adolescents aux problématiques cyber, et d'autre part à développer des compétences approfondies dans ce domaine. En France, plusieurs établissements sont partenaires de la Kaspersky Academy : l’ESGI, l’IMT Lille Douai, l’ESIEA, l’EPITA ou encore l’Université de Montpellier.

### Mécénat sportif, culturel, industriel

#### Expéditions polaires
Depuis 2009, Kaspersky parraine plusieurs expéditions féminines aux pôles Nord et Sud ayant pour but de promouvoir l’égalité homme/femme.

#### Scuderia Ferrari
Kaspersky est un sponsor et partenaire de l’écurie de Formule 1 Ferrari depuis 2012. Elle est notamment chargée de la protection de ses systèmes informatiques. Le partenariat est cependant suspendu en mars 2022, une annonce d'un porte-parole de l'équipe indiquant le retrait des logos des voitures, probablement à la suite de l'invasion de l'Ukraine par la Russie en 2022.

#### GITEX Asia
En 2025, Kaspersky devient partenaire en cyber-immunité de GITEX Asia.